# Geminiano
Geminiano là một đô thị thuộc bang Piauí, Brasil. Đô thị này có diện tích 471,57 km², dân số năm 2007 là 5364 người, mật độ 11,37 người/km².